# Boa Vista (Ilhéus)
Boa Vista é um bairro localizado no município baiano de Ilhéus.
Com relativamente baixa densidade demográfica, e com um grande condomínio, o bairro é também conhecido como Pacheco.